# Театър „София“
Театър „София“ е драматичен театър в град София.

## История
Театър „София“ съществува от 1966 година. Първоначално е наречен „Театър на поезията и естрадата“, а с настоящето си име е известен от края на 1969 година. Първият му директор е Андрей Чапразов, първият режисьор – Леон Даниел. Директор на Театър „София“ понастоящем е актьорът Ириней Константинов. Сградата му се намира на бул. „Янко Сакъзов“ 23 А.

## Сграда на театъра
Театър „София“ е най-старият общински театър в столицата. Той е вторият театър (след Народния театър „Иван Вазов“) със специално построена за театрална дейност сграда, намираща се в парка „Заимов“ до булевард „Мадрид“. Конкурсът за проект на театъра през 1969 г. е спечелен от арх. Жеко Жеков. Строителството продължава до 1977 г.
Сградата има две театрални зали – голяма зала с 314 места и камерна зала 60 до 74 места (в зависимост от спектакъла), с пространства, пригодни за експериментална театрална дейност.
Работи една актьорска трупа, поддържана финансово от Столична община. Театърът е домакин на гостувания на спектакли от страната и чужбина. В афиша си има представления за деца и младежи.
Залите и фоайетата се използват и за провеждане на семинари, презентации и изложби.

## 1967 – 1989
В Театър „София“ са работили:
- българските режисьори:

Леон Даниел, Вили Цанков, Николина Томанова, Юлия Огнянова, Васил Луканов, Пантелей Пантелеев, Младен Киселов, Любен Гройс, Крикор Азарян, Красимир Спасов, Елена Цикова, Здравко Митков, Стоян Камбарев, Николай Ламбрев, Александър Морфов, Бойко Богданов, Георги Михалков, Николай Поляков, Стайко Мурджев и Неда Соколовска;
- театрални художници:

Георги Иванов, Георги Ножаров, Божидар Йонов, Стефан Савов, Варя Узунова, Светлана Цветкова, Красимир Вълканов, Невяна Кавалджиева;
- композитор: Кирил Дончев;
- щатни драматурзи на театъра са били писателите Иван Радоев, Първан Стефанов, Константин Илиев, Стефан Цанев, Кольо Георгиев;
- артисти: Коста Цонев, Досьо Досев, Ицхак Финци, Петър Слабаков, Петър Попйорданов, Антон Горчев, Милен Пенев, Лъчезар Стоянов, Анета Сотирова, Белла Цонева, Дора Стаева, Доротея Тончева, Йоанна Попова, Катя Паскалева, Калина Попова, Кина Дашева, Кина Тихова, Леда Тасева, Лидия Вълкова, Льоли Попова, Мариана Хаджихристова, Мая Владигерова, Майя Остоич [2], Невена Мандаджиева, Татяна Лолова, Бистра Влахова, Гергана Кофарджиева, Руси Чанев, Тодор Колев, Любомир Младенов, Ивайло Герасков, Николай Урумов, Георги Миладинов, Сава Пиперов, Ириней Константинов, и други.

## След 1989 година
През 2016 г. на щат към театъра са актьорите:
- Антон Григоров
- Дария Симеонова
- Ивайло Герасков
- Йорданка Любенова
- Лилия Маравиля
- Лора Мутишева
- Мартин Гяуров
- Мила Банчева
- Милена Живкова
- Михаил Милчев
- Невена Калудова
- Николай Антонов
- Николай Върбанов
- Николай Димитров – Коки
- Петя Силянова
- Пламен Манасиев
- Росен Белов
- Сава Пиперов
- Силвия Петкова
- Симона Халачева
- София Маринкова
- Юли Малинов
- Юлиан Рачков
- Йоанна-Изабелла Върбанова
- Елеонора Иванова
- Ангела Канева
- Деница Павлова
- Даниел Кукушев
- Димитър Стойнов
- Гринго - Богдан Григоров
- Владимир Солаков